# Alfred Bengsch
Alfred Bengsch (10 de setembro de 1921 - 13 de dezembro de 1979) foi um cardeal alemão da Igreja Católica Romana. Ele serviu como bispo de Berlim de 1961 até sua morte, e foi elevado ao cardinalato em 1967.

## Biografia
Alfred Bengsch nasceu em Berlim e seu pai, Leo, era funcionário dos correios. Entrando em um ginásio jesuíta em 1932, frequentou mais tarde a Escola Superior de Filosofia e Teologia em Fulda e o seminário em Neuzelle. Durante a Segunda Guerra Mundial , Bengsch foi recrutado pelo exército alemão ; no curso de seu serviço, ele foi ferido e capturado pelo Exército dos Estados Unidos em agosto de 1944.
Ele acabou sendo ordenado ao sacerdócio pelo cardeal Konrad von Preysing em 2 de abril de 1950. Bengsch então fez trabalho pastoral em Berlim até 1954, quando começou a ensinar no seminário em Erfurt, do qual foi nomeado regente em 1 de abril de 1959. De 1956 a 1959, ele também atuou como professor no seminário de Neuzelle.
Em 2 de maio de 1959, Bengsch foi nomeado Bispo-auxiliar de Berlim e Bispo Titular de Tubia. Ele recebeu sua consagração episcopal no dia 11 de junho do cardeal Julius Döpfner. Bengsch sucedeu Döpfner como bispo de Berlim em 16 de agosto de 1961, três dias após a construção do Muro de Berlim. Durante seu mandato em Berlim, ele recebeu uma permissão mensal para atravessar o Muro para ministrar à porção oriental de seu rebanho.  O prelado alemão recebeu o título pessoal de " Arcebispo " em 14 de janeiro de 1962 e participou do Concílio Vaticano II (1962-1965).
Visto como um conservador , Bengsch não se envolveu em assuntos políticos.  Ele foi criado Cardeal-Sacerdote de S. Filippo Neri em Eurosia pelo Papa Paulo VI no consistório de 26 de junho de 1967. Como Bengsch foi o primeiro alemão oriental a receber o chapéu vermelho , isso foi visto como um ato para melhor as relações da Igreja com a Alemanha Oriental.  Ele também foi o mais jovem prelado a ser elevado na cerimônia.  O bispo de Berlim foi um dos cardeais eleitores nos conclaves de agosto e outubro de 1978.
Bengsch morreu em Berlim aos 58 anos e foi enterrado na Catedral de St. Hedwig.